# Marmota
As marmotas são roedores, membros do género Marmota, existindo 15 espécies com habitat na Ásia, Europa e América do Norte. São animais herbívoros e ativos durante o verão, quando são frequentemente encontrados em grupos, mas não são vistos durante o inverno, quando hibernam no subsolo. Eles são os membros mais pesados da família dos esquilos.

## Descrição
As marmotas são grandes roedores com pernas caracteristicamente curtas, mas robustas, garras alargadas que são bem adaptadas à escavação, corpos robustos e cabeças e incisivos grandes para processar rapidamente uma variedade de vegetação. Enquanto a maioria das espécies tem várias formas de marrom-terra, as marmotas variam na coloração do pelo com base aproximadamente em seus arredores. As espécies em habitats mais abertos têm maior probabilidade de ter uma cor mais pálida, enquanto aquelas às vezes encontradas em regiões bem florestadas tendem a ser mais escuras. As marmotas são os membros mais pesados da família dos esquilos. O comprimento total varia normalmente de cerca de 42 a 72 cm e as médias de massa corporal cerca de 2 kg na primavera nas espécies menores e 8 kg no outono, às vezes excedendo 11 kg, nas espécies maiores. As espécies maiores e menores não são claramente conhecidas. Na América do Norte, com base nas dimensões lineares médias e massas corporais ao longo do ano, a menor espécie parece ser a marmota-do-alasca e a maior é a marmota-olímpica. Algumas espécies, como a marmota-himalaia e a marmota-sibirica na Ásia, parecem atingir massas corporais aproximadamente semelhantes às da marmota olímpica, mas não são conhecidas por atingir um comprimento total tão alto quanto as espécies olímpicas. Na definição tradicional de hibernação, as maiores marmotas são consideradas os maiores "hibernadores verdadeiros" (uma vez que "hibernadores" maiores, como os ursos, não têm as mesmas características fisiológicas que os animais hibernantes obrigatórios, como diversos roedores, morcegos e insetívoros). São animais extremamente sociais e utilizam vocalizações ruidosas como meio de comunicação, especialmente quando sentem uma ameaça. Normalmente vivem em pequenas colônias ou famílias. A marmota é uma das presas preferidas das grandes aves de rapina, e por isso todos os componentes do grupo revezam-se em uma vigilância constante. Levantando a parte anterior do seu corpo, ganham altura e podem se prevenir de qualquer imprevisto.

## Biologia
Algumas espécies vivem em áreas montanhosas, como os Alpes, Apeninos do norte, Cárpatos, Tatras e Pirenéus na Europa; noroeste da Ásia; as Montanhas Rochosas, Black Hills, Cordilheira das Cascatas, Cordilheira do Pacífico e Sierra Nevada na América do Norte; e o Planalto Deosai no Paquistão e Ladakh na Índia. Outras espécies preferem pastagens acidentadas e podem ser encontradas amplamente na América do Norte e na estepe da Eurásia. O cão da pradaria um pouco menor e mais social não é classificada no gênero Marmota, mas no gênero relacionado Cynomys.
As marmotas normalmente vivem em tocas (geralmente dentro de pilhas de rochas, especialmente no caso da marmota-de-barriga-amarela) e hibernam lá durante o inverno. A maioria das marmotas é altamente sociável e usa assobios altos para se comunicarem, especialmente quando estão alarmadas.
As marmotas comem principalmente verduras e muitos tipos de gramíneas, frutos, líquenes, musgos, raízes e flores.

## Subgêneros e espécies
A seguir está uma lista de todas as espécies de Marmota reconhecidas por Thorington e Hoffman mais o recentemente definido M. kastschenkoi. Eles dividem as marmotas em dois subgêneros.
- Genus Marmota - marmotas
  - Subgênero Marmota
    - Marmota baibacina encontrada na Sibéria
    - Marmota bobak encontrada da Europa Oriental à Ásia Central
    - Marmota-do-Alasca, Marmota broweri encontrada no Alasca
    - Marmota camtschatica encontrada no leste da Sibéria
    - Marmota caudata encontrada na Ásia Central
    - Marmota-himalaia, Marmota himalayana encontrada nos Himalaias
    - Marmota kastschenkoi encontrada no sul da Rússia
    - Marmota alpina, Marmota marmota encontrada apenas na Europa nos Alpes, nas montanhas dos Cárpatos, nas montanhas Tatra, no norte dos Apeninos e reintroduzida nos Pirenéus
    - Marmota menzbieri encontrada na Ásia Central
    - Marmota, Marmota monax encontrada em grande parte do Canadá e a leste do Mississippi, no norte dos EUA
    - Marmota Tarbagan, Marmota sibirica encontrada na Sibéria

  - Subgênero Petromarmota
    - Marmota caligata encontrada no noroeste da América do Norte (Alasca, Yukon, Colúmbia Britânica, Washington, Montana)
    - Marmota-de-ventre-amarelo, Marmota flaviventris encontrada no sudoeste do Canadá e no oeste dos Estados Unidos
    - Marmota olímpica, Marmota olympus endêmica da Península Olímpica, Washington, Estados Unidos
    - Marmota da Ilha de Vancouver, Marmota vancouverensis endêmica da Ilha de Vancouver, Colúmbia Britânica, Canadá

Além disso, quatro espécies extintas de marmotas são reconhecidas a partir do registro fóssil:
- † Marmota arizonae, Arizona, EUA
- † Marmota menor, Nevada, EUA
- † Marmota robusta, China
- † Marmota vetus, Nebraska, EUA

## História e etimologia

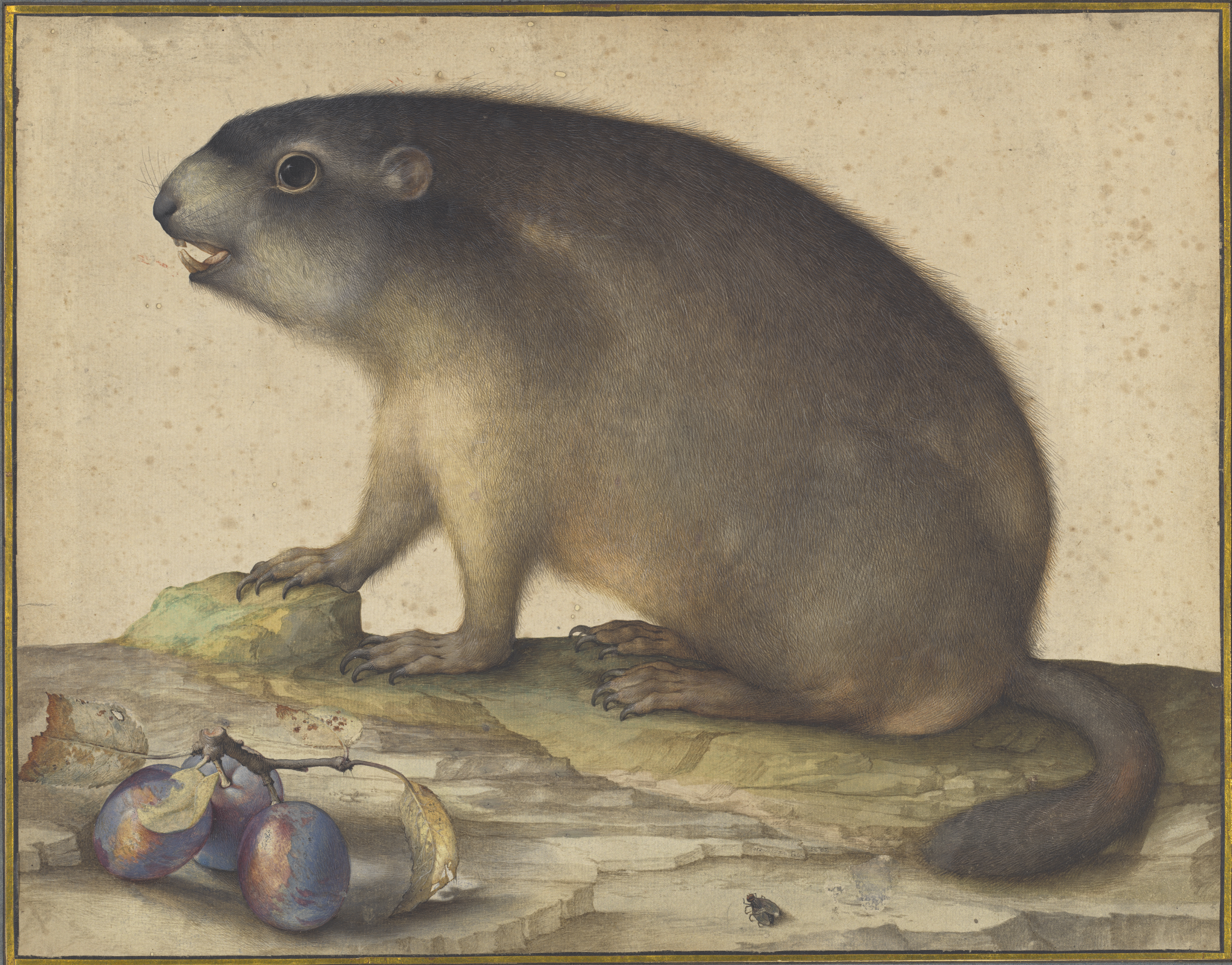
Uma marmota com um ramo de ameixa, 1605 por Jacopo Ligozzi

As marmotas são conhecidas desde a antiguidade. Uma pesquisa do etnólogo francês Michel Peissel afirmou que a história da " formiga cavadora de ouro " relatada pelo historiador da Grécia Antiga Heródoto, que viveu no século V a.C., foi fundada na Marmota-himalaia do Planalto Deosai e o hábito de tribos como os Brokpa para coletar o pó de ouro escavado em suas tocas.

Uma imagem anatomicamente precisa de uma marmota foi impressa e distribuída já em 1605 por Jacopo Ligozzi, que se destacou por suas imagens da flora e da fauna.

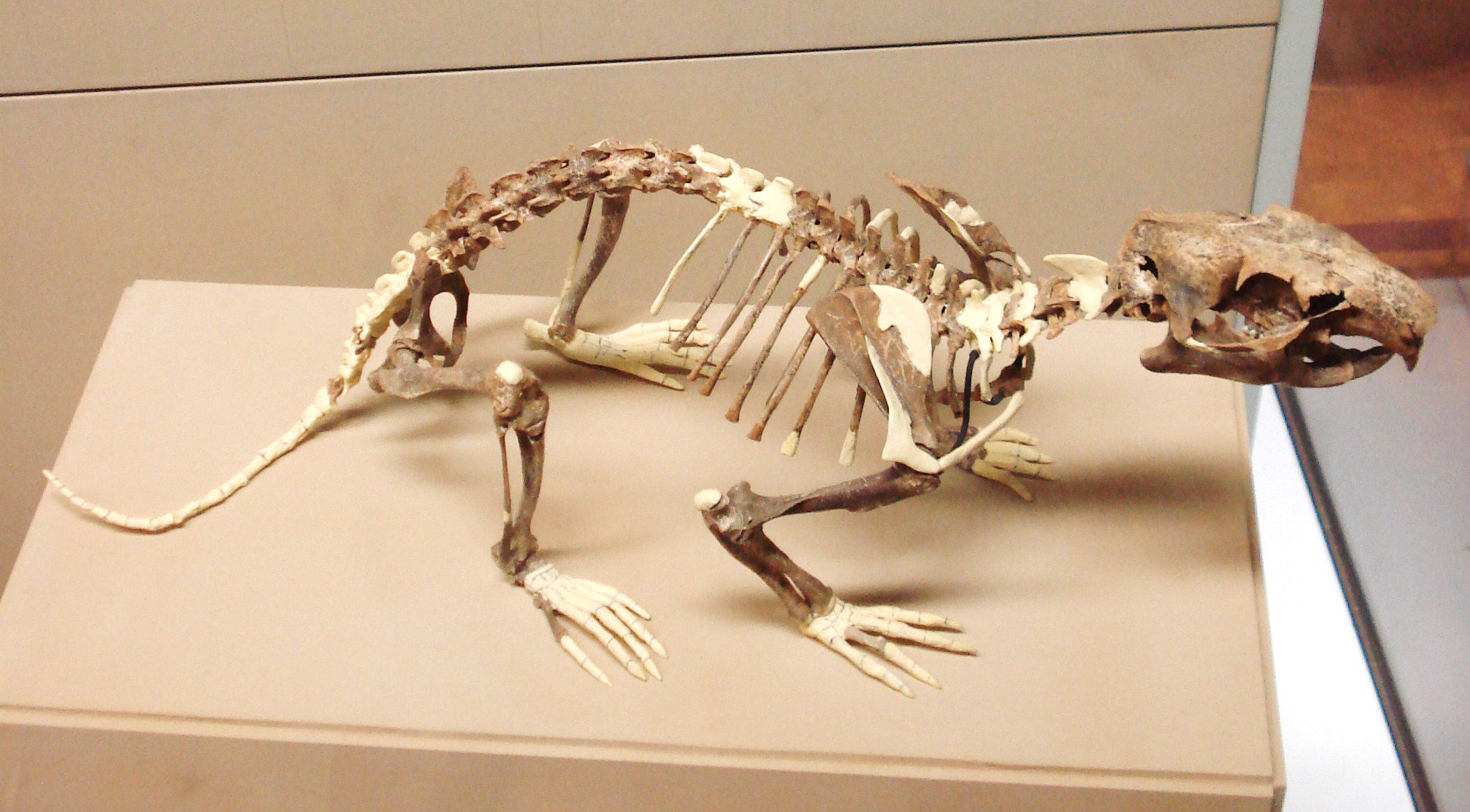
Fóssil de Marmota primigenia

A etimologia do termo "marmota" é incerta. Pode ter surgido do prefixo Gallo-Romance marm-, que significa resmungar ou murmurar (um exemplo de onomatopeia ). Outra origem possível é o latim pós-clássico mus montanus, que significa "rato da montanha".
Desde 2010 o Alasca comemora 2 de fevereiro como o "Dia da Marmota", feriado que visa observar a prevalência das marmotas naquele estado e substituir o Dia da Marmota.

### Relacionamento com a Peste Negra
Vários historiadores e paleogeneticistas postularam que a variante de Yersinia pestis que causou a pandemia que atingiu a Eurásia no século XIV se originou de uma variante da qual as marmotas na China eram as espécies reservatórios naturais.

## Exemplos de espécies

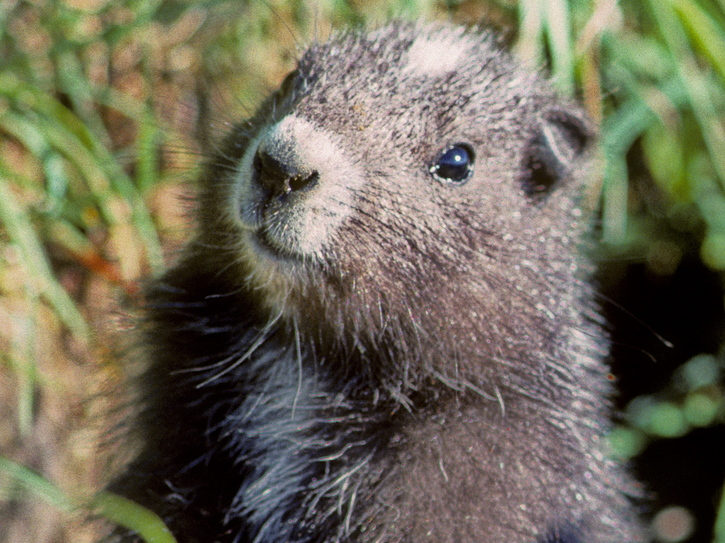
Marmota Vascouverensis
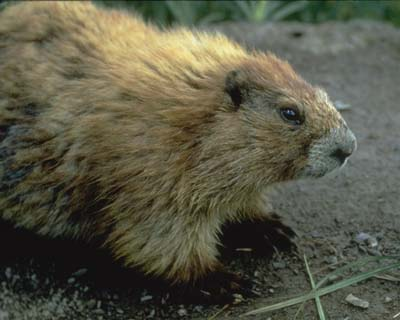
Marmota olympus
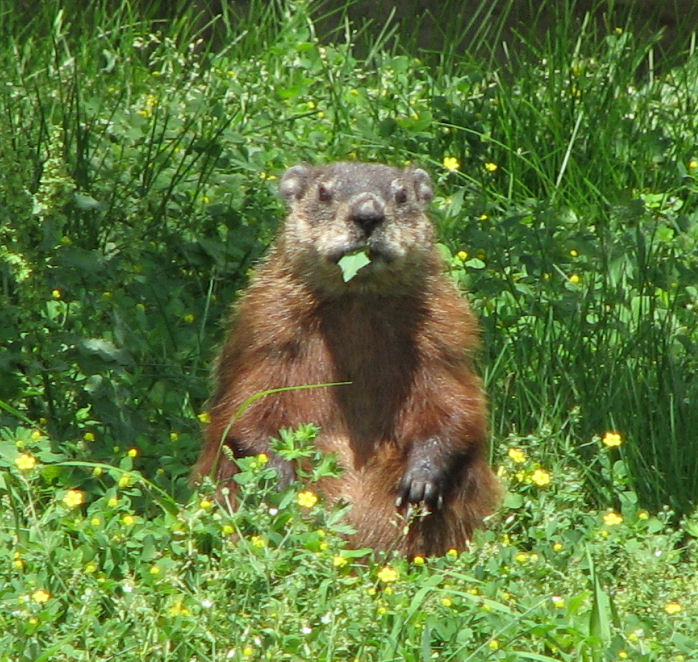
Marmota monax
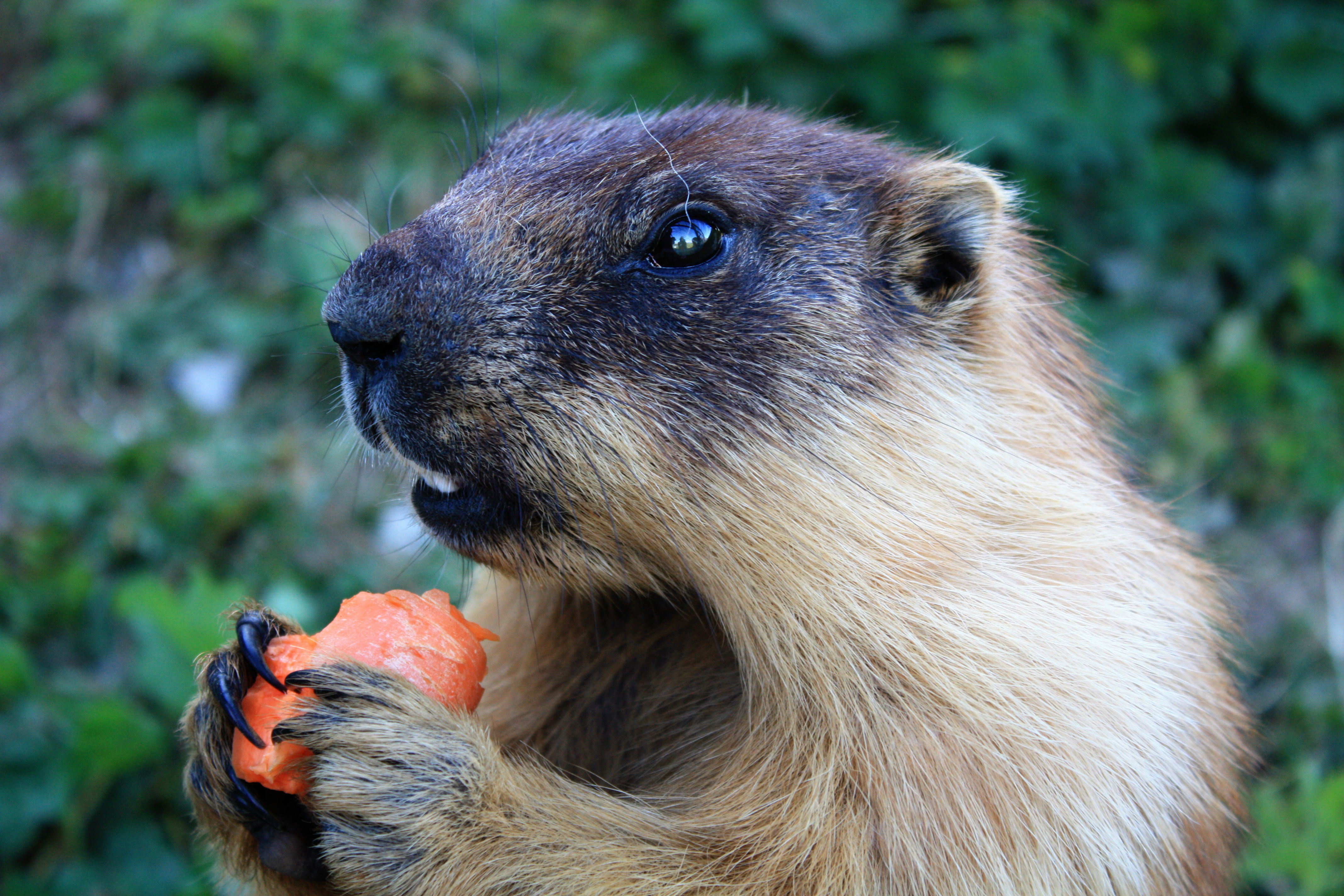
Marmota sibirica